# Grotte du Grand Roc
La grotte du Grand Roc est située sur le territoire de la commune française de Les Eyzies-de-Tayac-Sireuil en Périgord Noir.
C'est une grotte à concrétions, sans occupation préhistorique connue.
Elle est l'un des quinze « sites préhistoriques et grottes ornées de la vallée de la Vézère » inscrits au patrimoine mondial de l'UNESCO depuis 1979.

## Situation
La grotte du Grand Roc se trouve dans la quart sud-est du département de la Dordogne, dans la commune de Eyzies-de-Tayac-Sireuil, à 1,4 km au sud-est du bourg de Manaurie et 1,8 km au nord-ouest du bourg des Eyzies, sur la rive droite (côté ouest) de la Vézère. L'abri de Laugerie-Basse est à une centaine de mètres au nord. La falaisse fait face à l'est,.
Des maisons modernes sont construites sous l'auvent au pied de la falaise dans laquelle s'ouvre la grotte.

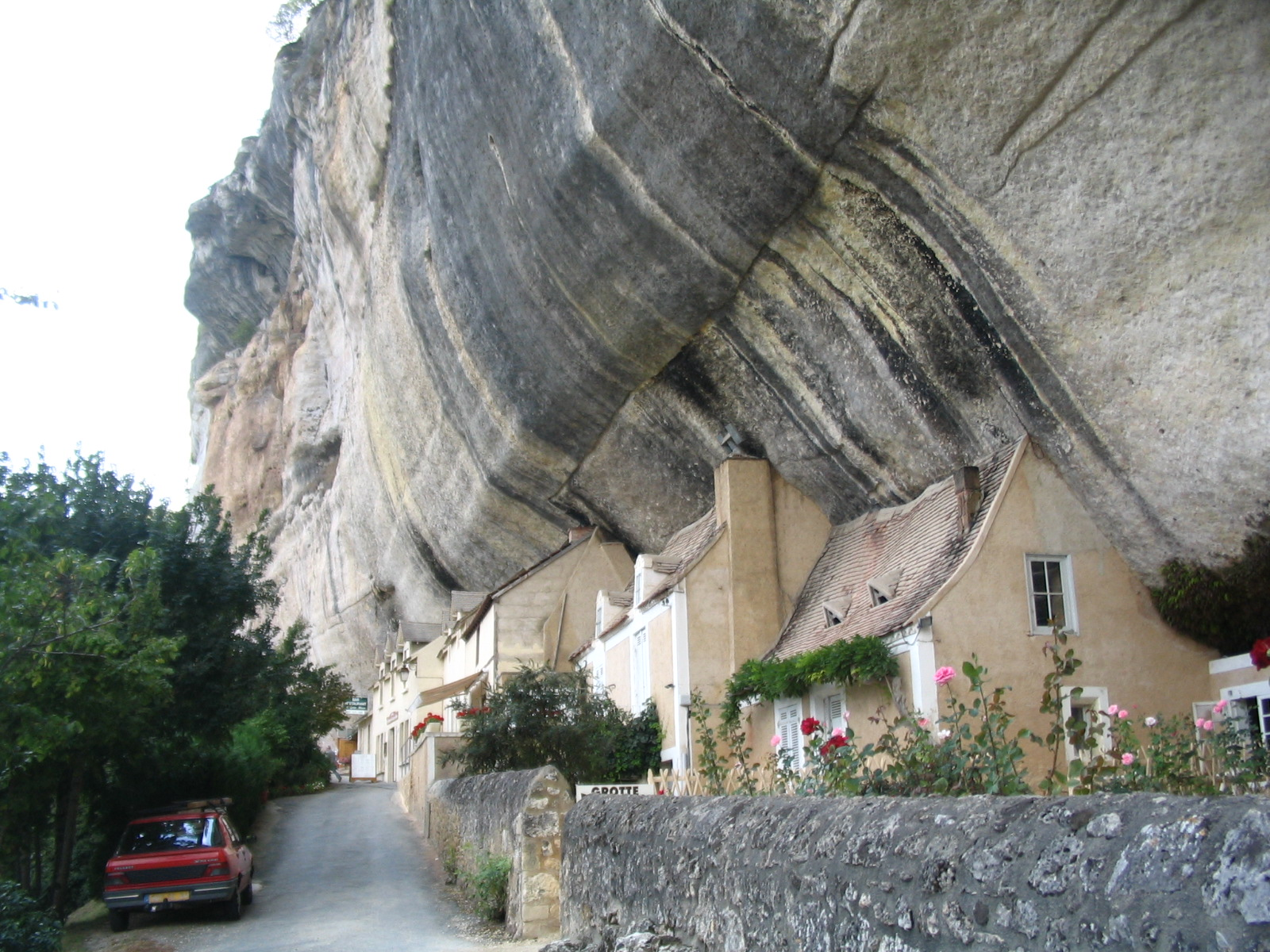
Maisons au pied de la falaise
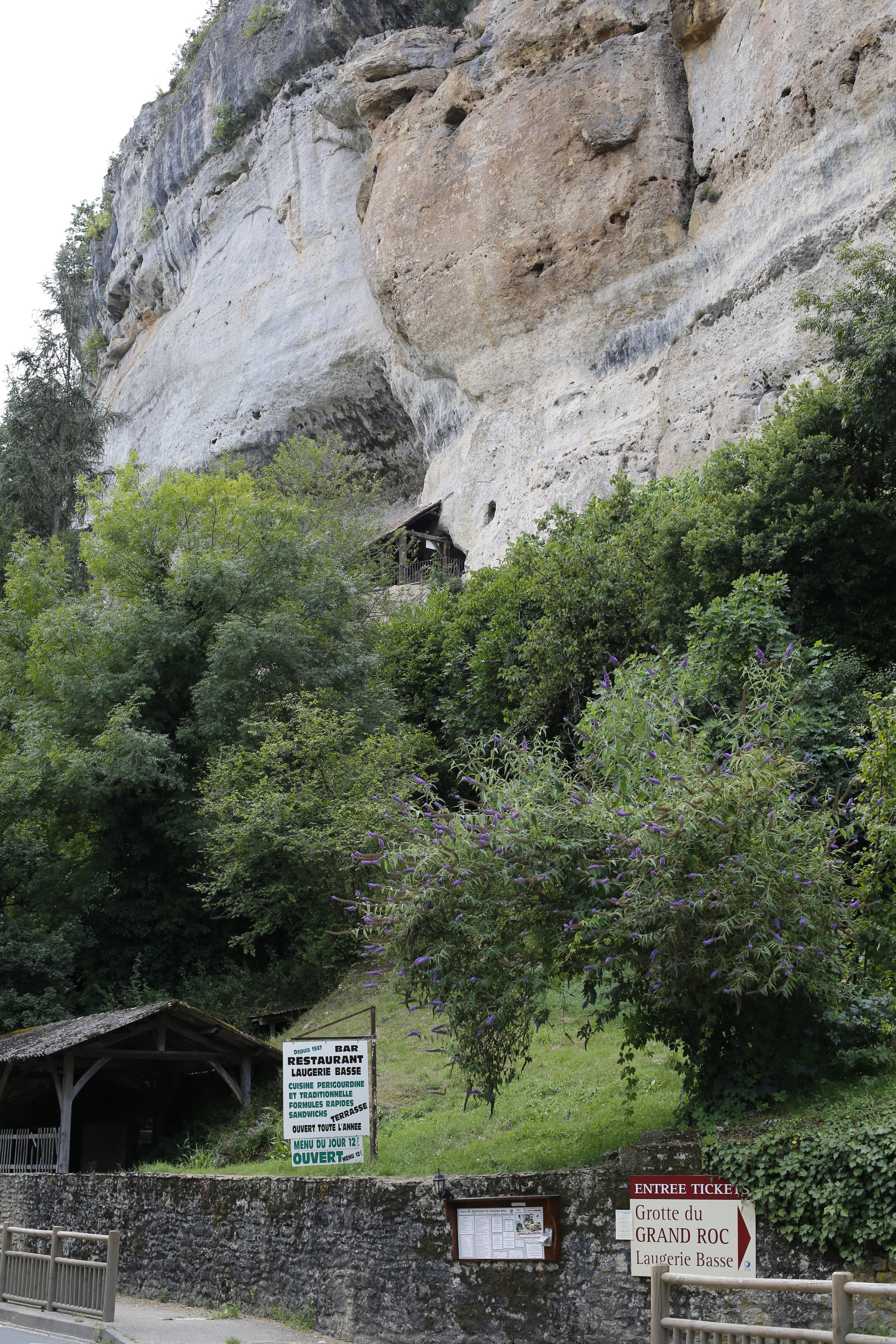
Le bas de l’escalier menant à l'entrée de la grotte (on aperçoit le toit de l'entrée plus haut)

## Géologie
La grotte est creusée dans des calcaires du Coniacien-Santonien (Crétacé supérieur),.

## La découverte
En 1924 Jean Maury, spéléologue et préhistorien, découvre la caverne du Grand Roc. Alors qu'il fouille depuis longtemps le gisement des  « Marseilles » à Laugerie-Basse avec son ami Le Bel, il remarque un porche vers la mi-hauteur de la falaise. Après bien des difficultés pour l'atteindre, il constate qu'un filet d'eau en sort et envisage de possibles prolongements. Il se met à l'ouvrage et en deux ans il perce un tunnel en plein roc sur une quarantaine de mètres de longueur. Peu à près le dernier tir de mine, il entreprend l'exploration en compagnie de sa fille et de sa sœur, et débouche dans la petite grotte du Grand Roc.
La grotte est subséquemment aménagée pour le tourisme et ouvre aux visites en 1947.

## Les concrétions

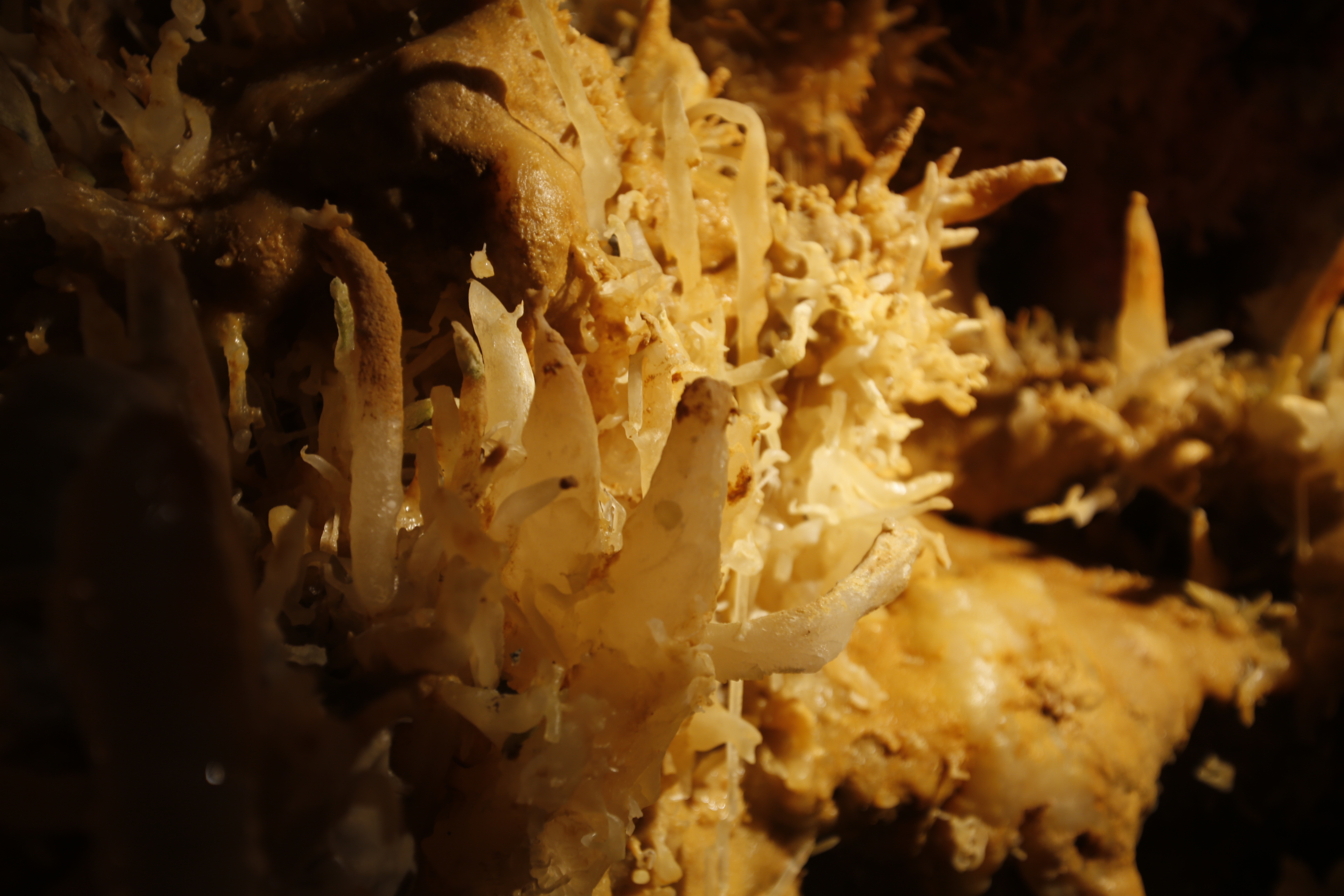

La particularité du Grand Roc réside dans ses formations hélictites extraordinaires qui donnent l'impression d'évoluer dans une « forêt minérale ». Tout au long du circuit de visites ce n'est qu'enchevêtrement de cristallisations d'une grande diversité : stalagmites, concrétions excentriques, fistuleuses, gours, triangles, colonnes, des draperies, etc. La présence de particules minérales dans l'eau entraîne des colorations variées : rouge (oxyde de fer), ocre (argile), noir (manganèse).[réf. nécessaire]. À cause de leur  fragilité, des barrières limitent le chemin par où passent les touristes et certaines concrétions sont protégées par des vitres ou des grillages.

Quelques spéléothèmes
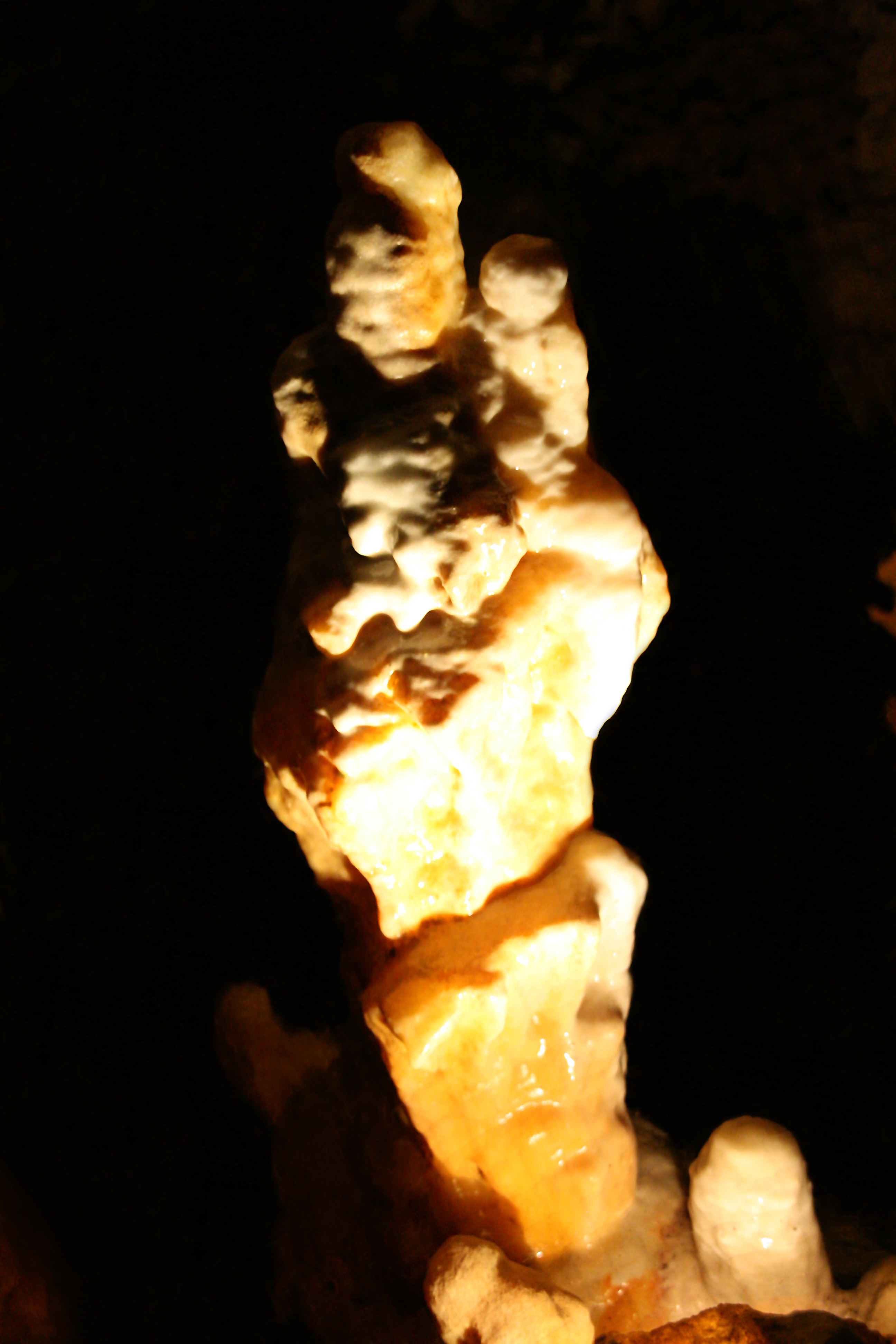
Stalagmite dite de « la Vierge à l'Enfant ».
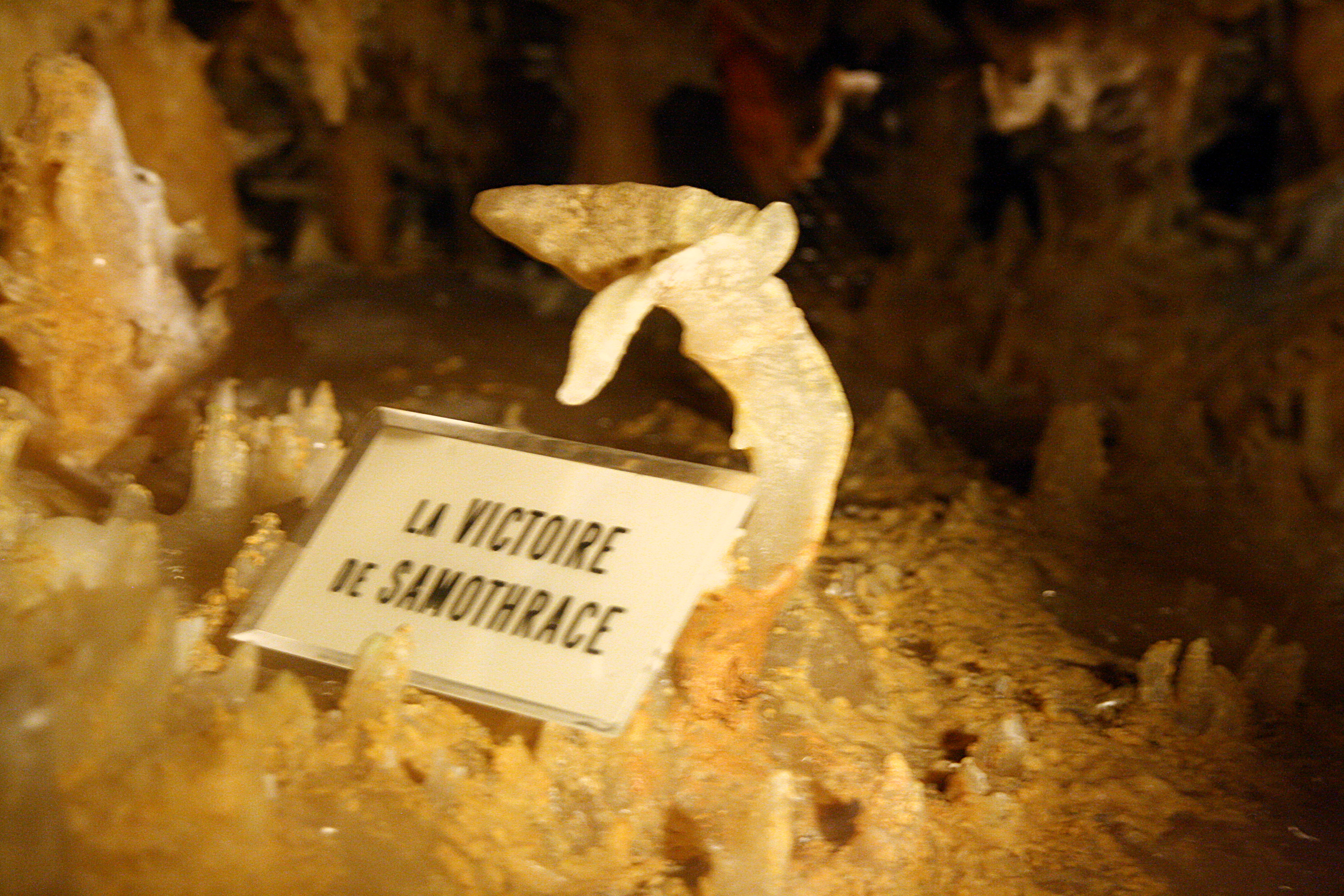
Excentrique dite « Victoire de Samothrace ».
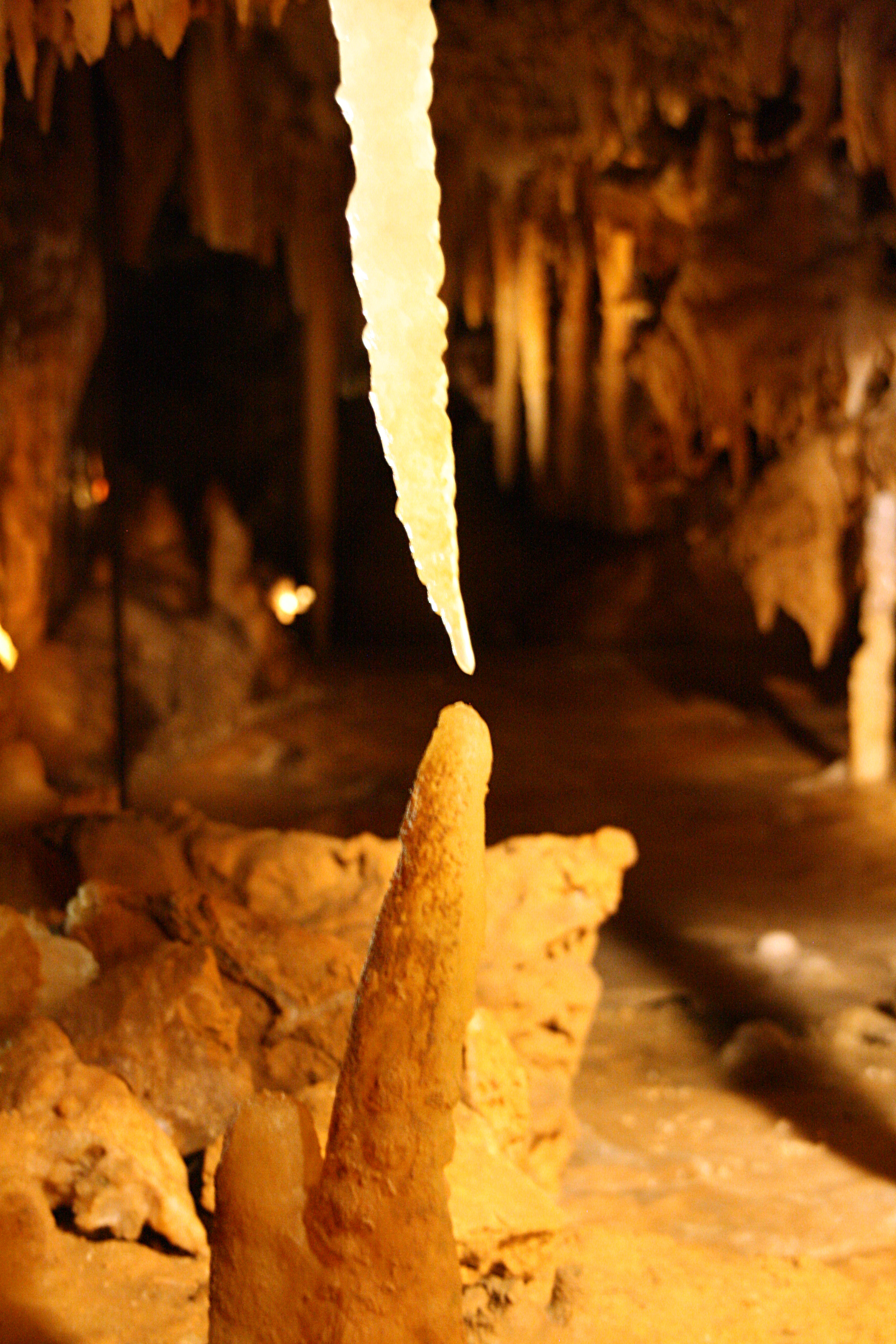
Stalactite et stalagmite : une future colonne en cours de formation.

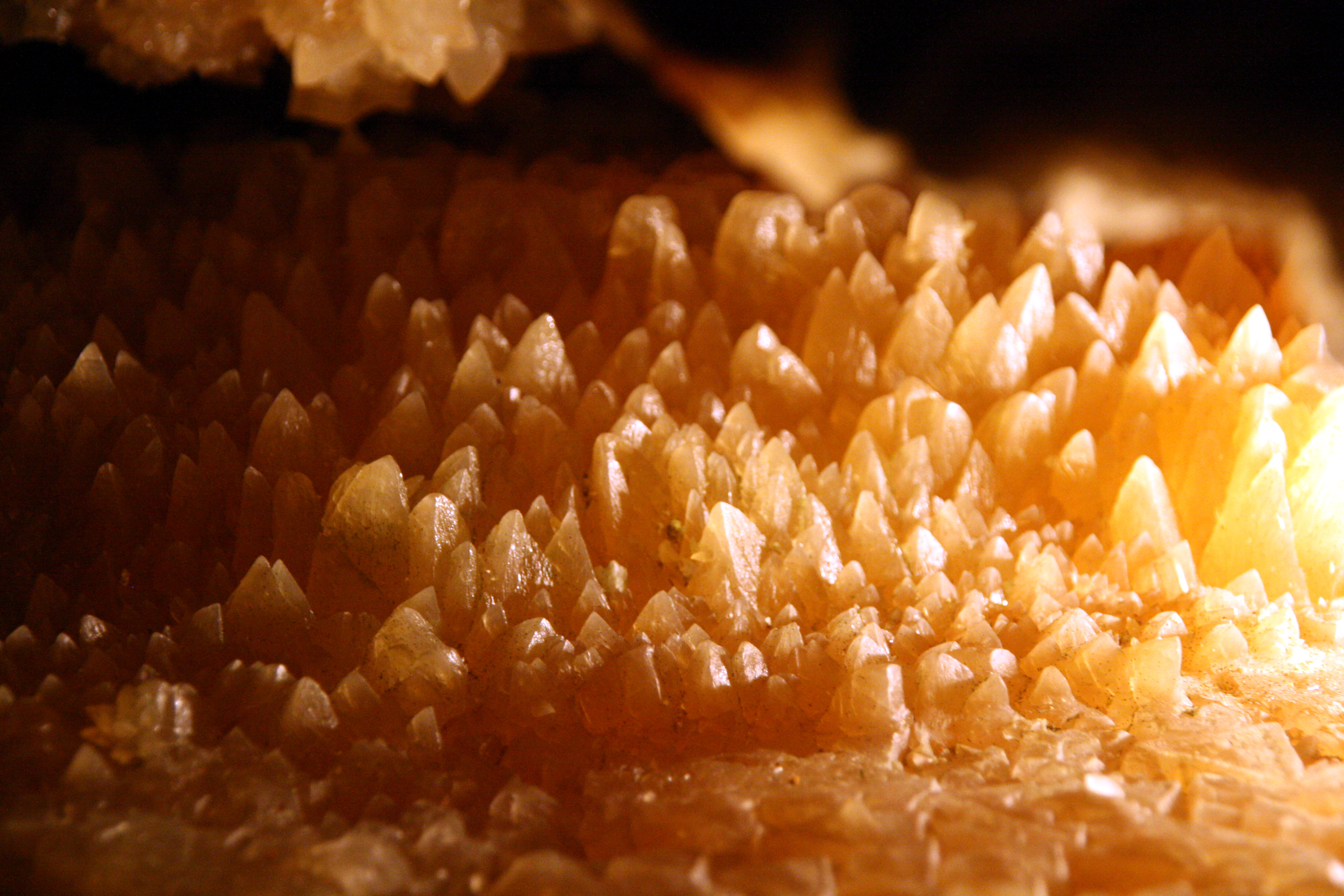
Cristaux de calcaire tétrahédriques
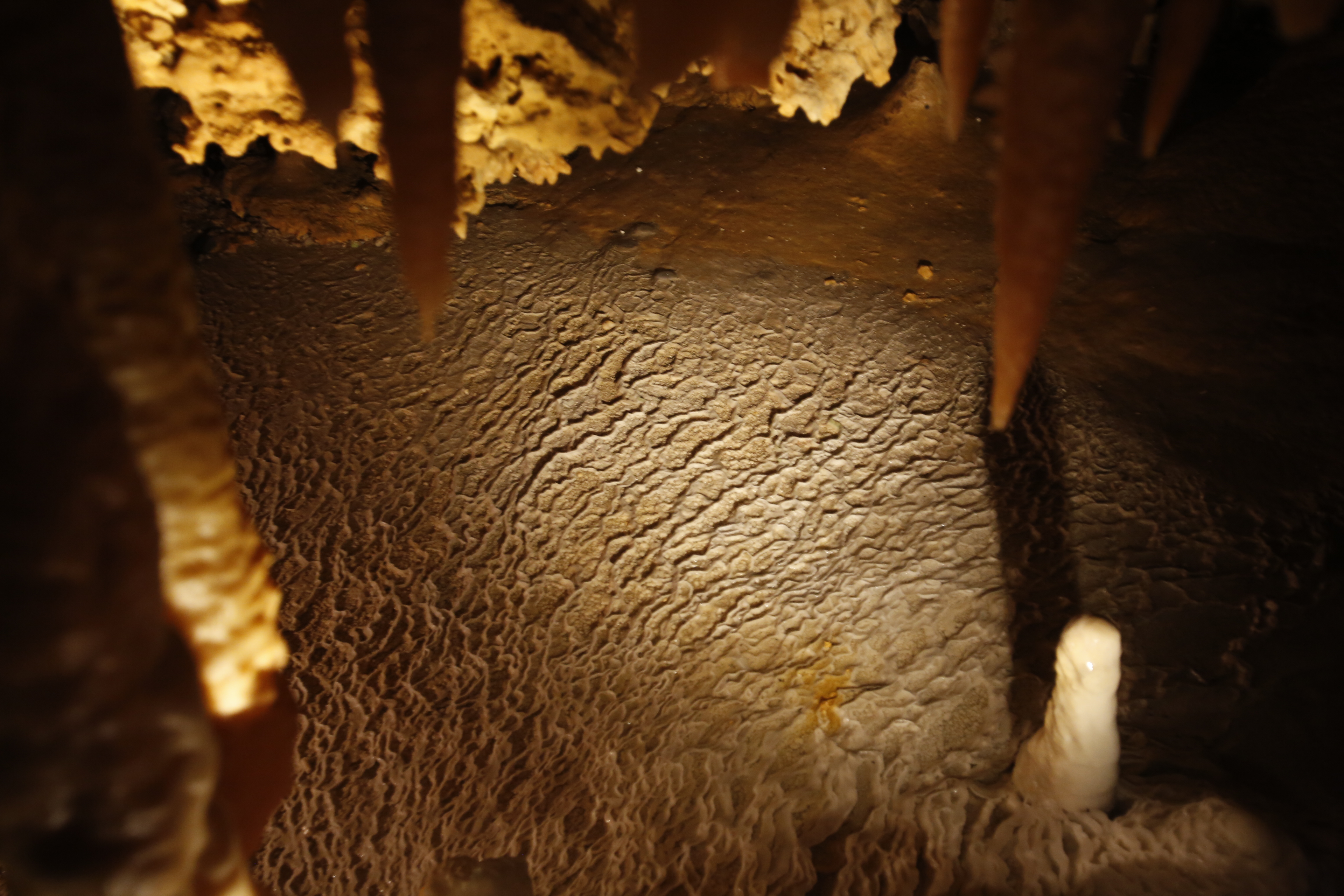
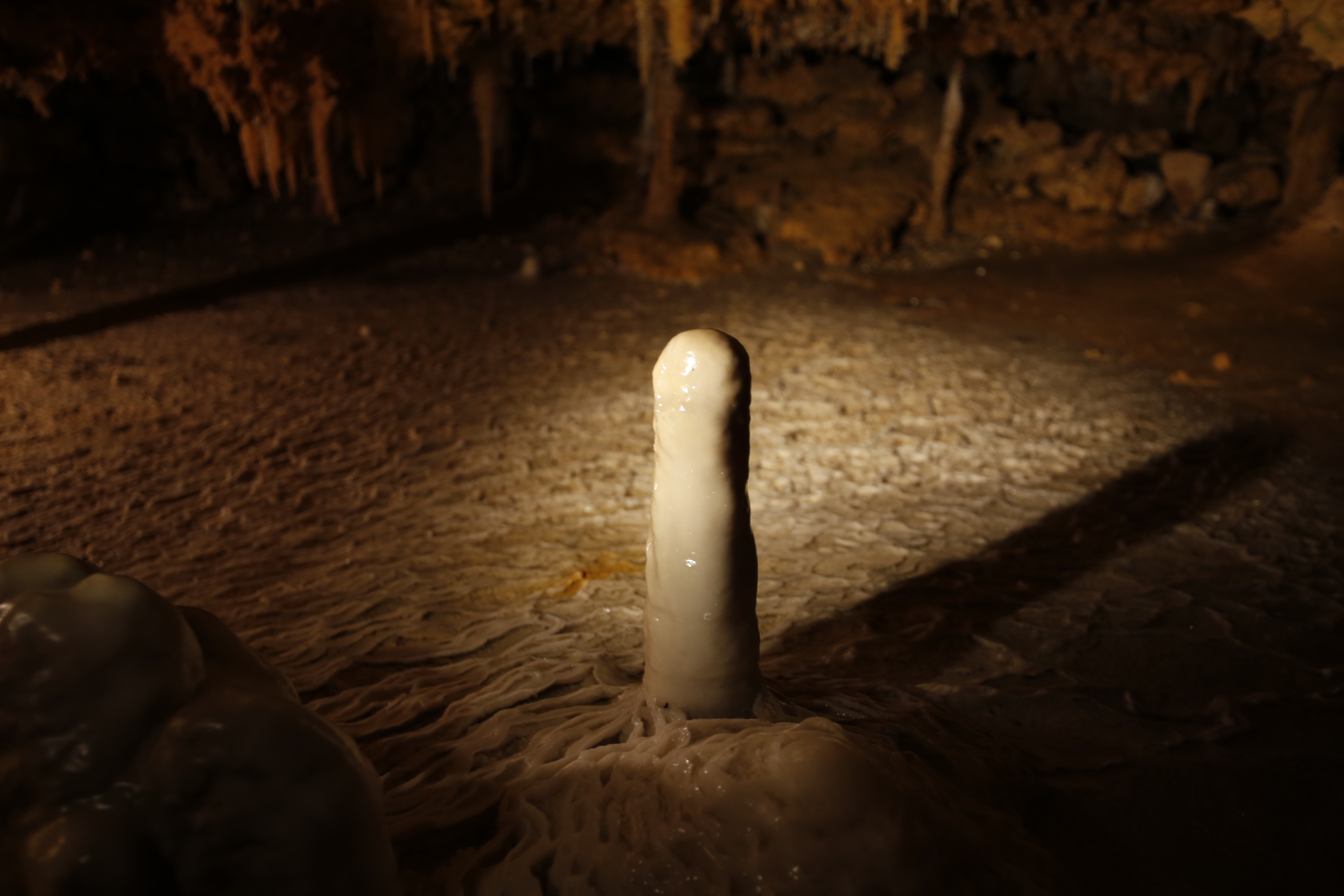

Entre autres spéléothèmes remarquables, la grotte abrite des triangles de calcite, rares dans les grottes françaises ouvertes aux touristes (gouffre de Proumeyssac en Dordogne, grotte de l'Aguzou dans l'Aude). Ces triangles sont creux au centre et équilatéraux (symétrie d'ordre 3) : la calcite se cristallise selon un système trigonal (ou système rhomboédrique). Ici, ce processus s'est réalisé dans le contexte d'un petite étendue d'eau ou gour, maintenant asséchée.

Fractales triangulaires de cristaux calcaires
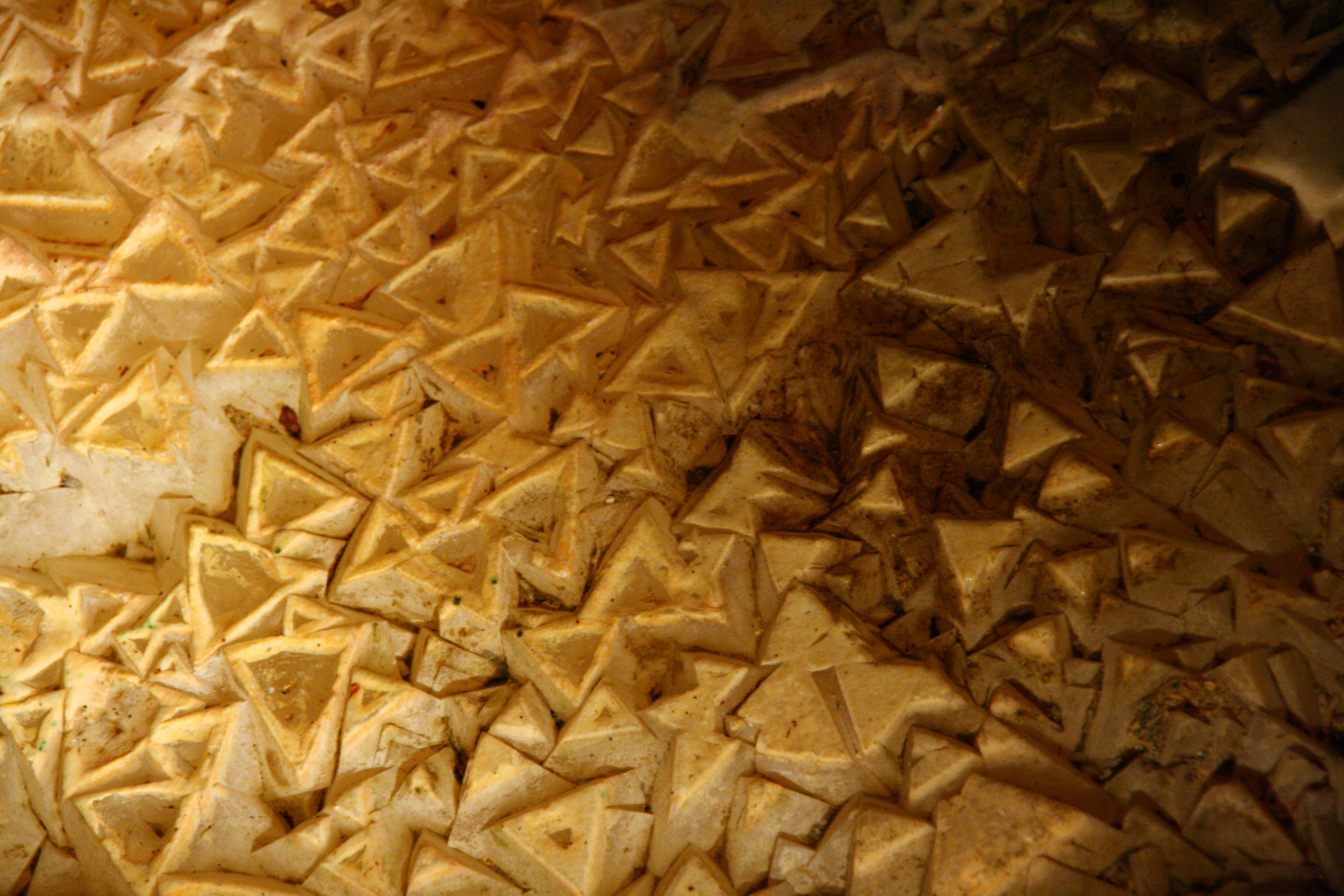
Vue rapprochée des cristaux
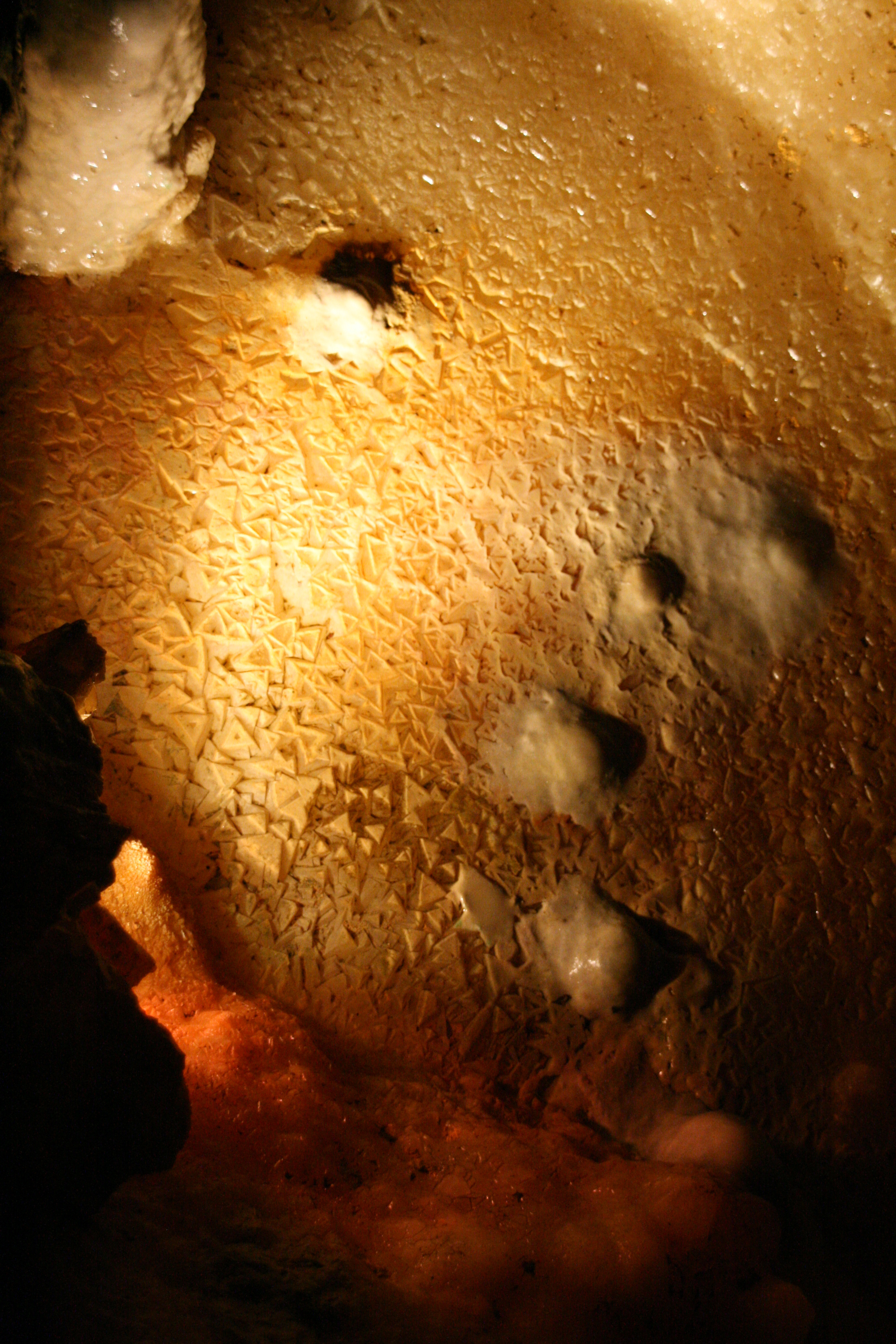
Petit gour asséché
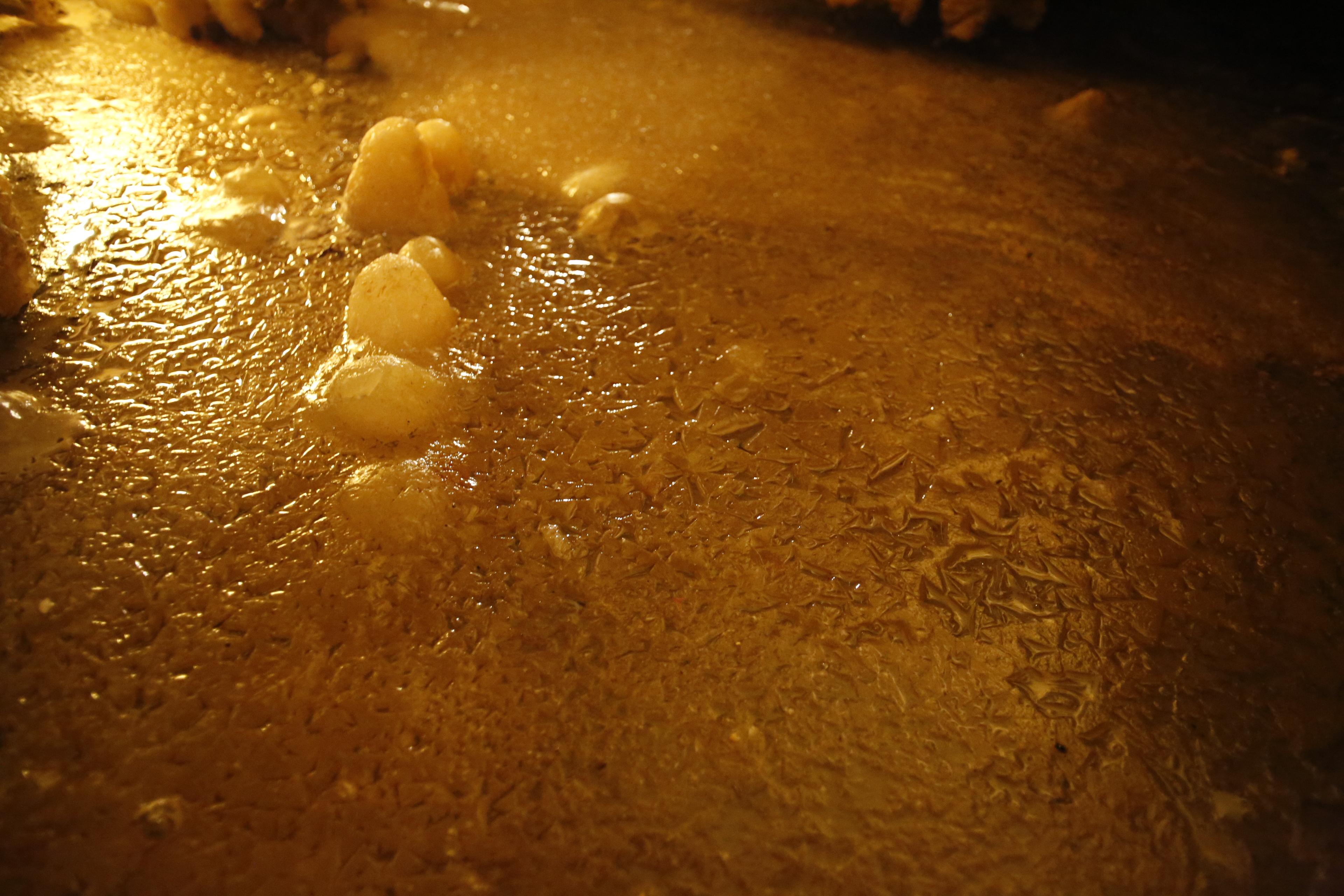
Partiellement recouverts de calcite

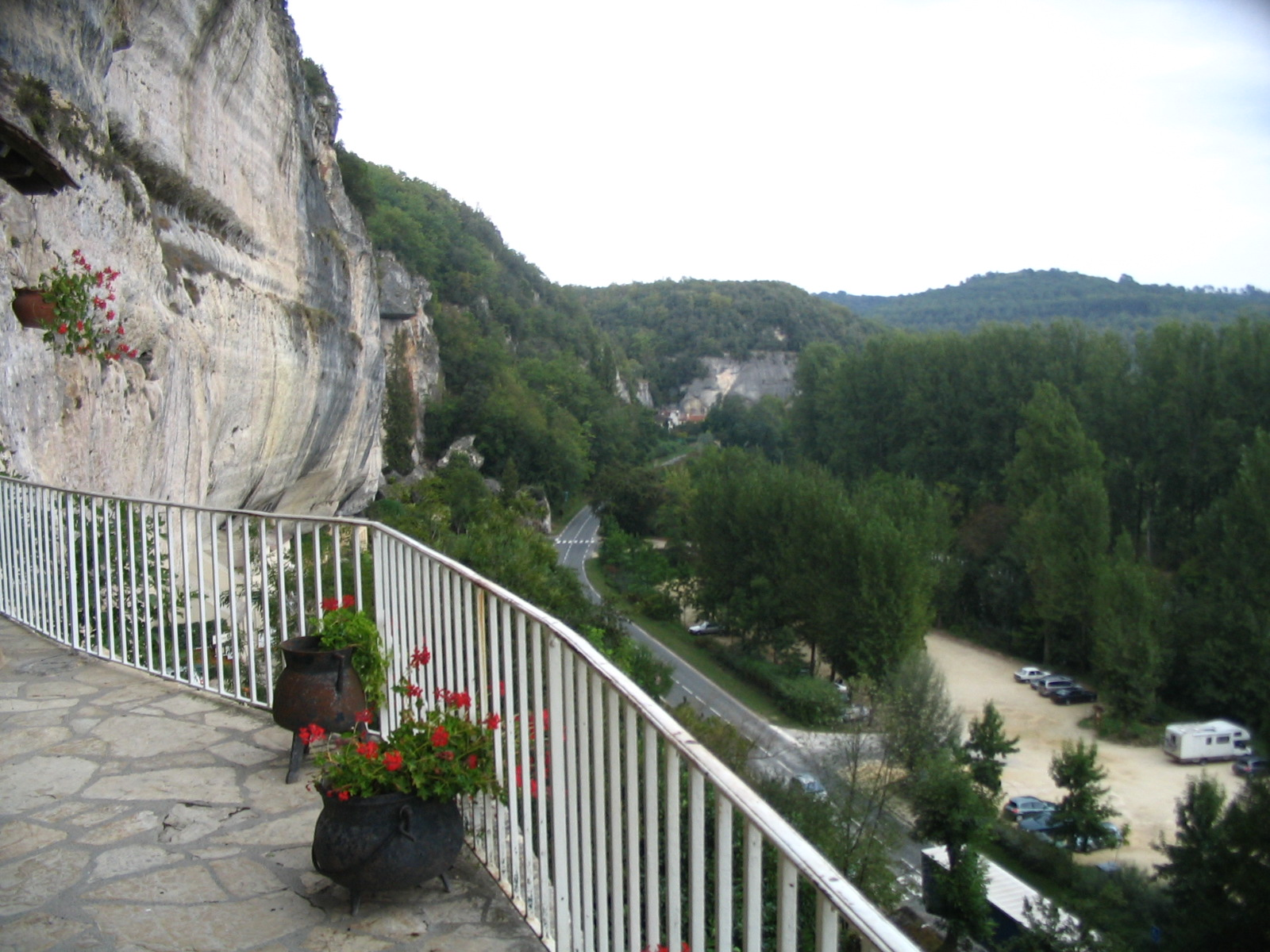
Vue vers le nord depuis l'entrée de la grotte

## Protection
Les « Falaises du Grand Roc de Laugerie et du Bil » sont inscrites sur l'inventaire des « sites dont la conservation présente un intérêt général » par arrêté du 28 juillet 1944.
Le « site du Grand Roc et de Laugerie » est inscrit sur l'inventaire des sites pittoresques (site naturel classé), par décret du 5 décembre 1977,.
La grotte est inscrite en 1979 au Patrimoine mondial de l'Humanité par l'Unesco, parmi les quinze « sites préhistoriques et grottes ornées de la vallée de la Vézère ». Le rapport périodique de 2014 mentionne que « la grotte du Grand Roc, non anthropisée, devrait être supprimée de la liste UNESCO » car n'étant pas un « site emblématique » ; en 2021 la grotte est toujours sur la liste des sites inscrits au patrimoine mondial.
Le propriétaire en 2014 est le conseil général de Dordogne.

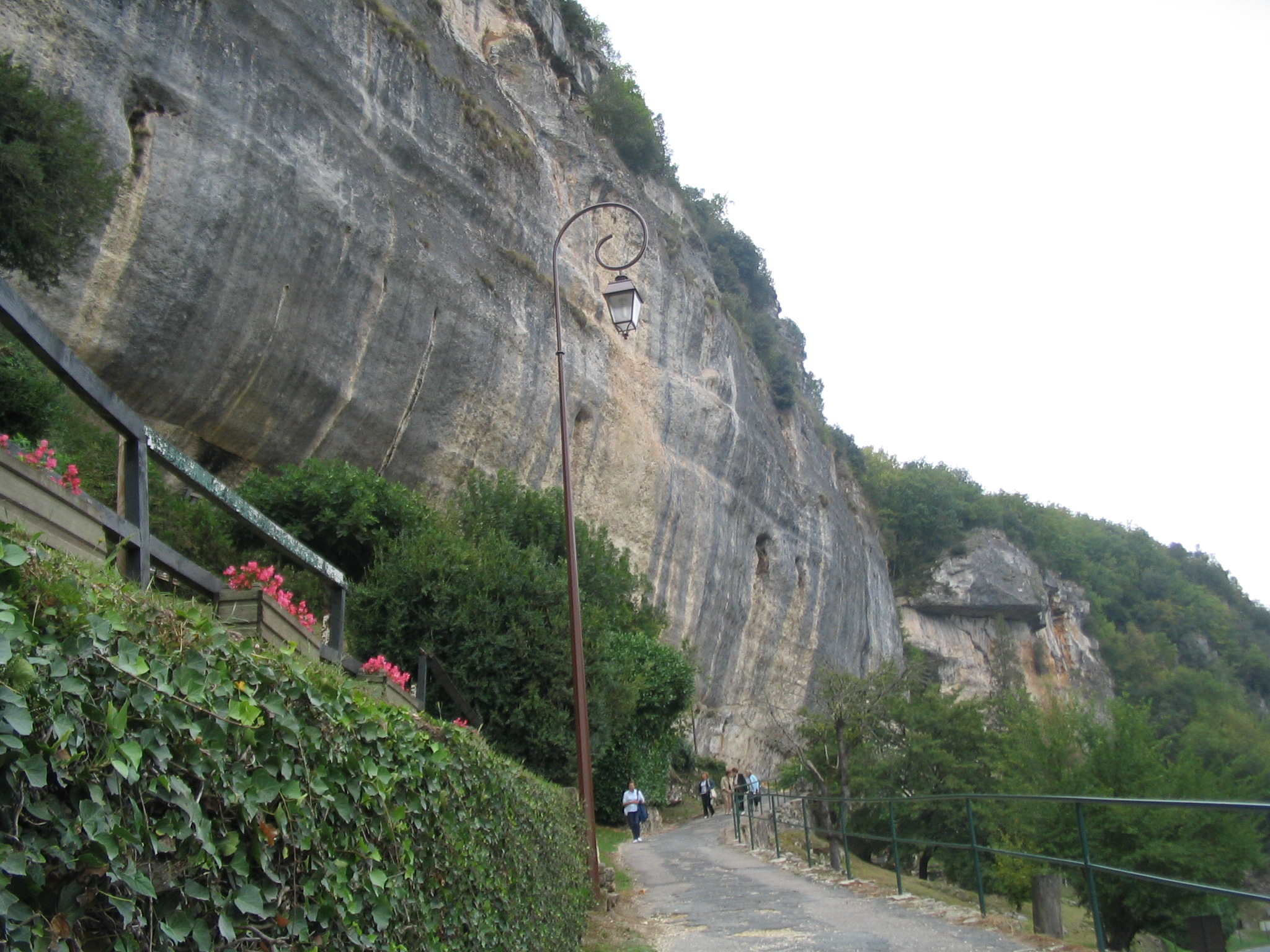
Chemin vers la billetterie

## Tourisme
Ce site est classé 2 étoiles au Guide Michelin.
Parmi les sites naturels de la région Nouvelle-Aquitaine, le site se classe dixième en termes de fréquentation touristique en 2018 avec 53 864 visiteurs.
En 2022, l'ensemble grotte du Grand Roc/Laugerie-Basse a attiré 58 000 visiteurs.